# Helianthus agrestis
Helianthus agrestis — вид квіткових рослин з родини айстрових (Asteraceae).

## Біоморфологічна характеристика
Це однорічник 100(–200+) см. Стебла прямовисні, голі чи майже так. Листки переважно стеблові; переважно протилежні; на ніжках 0.5–1.2 см; пластинки шершаві, ланцетні, 6–11 × 0.7–1.9 см, краї ± зазубрені. Квіткових голів 1–15. Променеві квітки ≈ 12; пластинки 12–25 мм. Дискові квітки 50+; віночки 3.5–4 мм, частки червонувато-пурпурні, пиляки темні. Ципсели 2.5–3.2 мм, голі. 2n = 34. Цвіте з кінця літа до осені.

## Умови зростання
Це ендемік пд.-сх. США (Флорида, Джорджія). Населяє гнилі вологі ґрунти, болота, соснові рівнини; 0–50+ метрів.

## Значущість
Helianthus agrestis — популярна серед людей рослина в косметичних і декоративних цілях. У дикій природі птахи та дрібні ссавці споживають насіння Helianthus agrestis.Запилюється переважно бджолами. 